# 徐摛
徐 摛（じょ ち、474年 - 551年）は、南朝梁の官僚・文人。字は士秀。本貫は東海郡郯県。

## 経歴
徐超之の子として生まれた。幼くして学問を好み、成長すると経書や史書を広く読んだ。文学は新しいスタイルを創始することを好み、古い様式にこだわらなかった。太学博士を初任とし、左衛司馬に転じた。
晋安王蕭綱が石頭城に出鎮すると、周捨の推挙により徐摛は晋安王侍読をつとめた。天監14年（515年）、蕭綱が江州刺史として出向すると、徐摛は雲麾府記室参軍に任じられ、さらに平西府中記室に転じた。蕭綱が京口に移鎮すると、徐摛は安北中録事参軍となり、郯県令を兼ねた。母が死去したため、職を辞して喪に服した。蕭綱が丹陽尹となると、徐摛は秣陵県令として再起した。普通4年（523年）、蕭綱が雍州刺史として襄陽に出向すると、徐摛は随行を願い出て、晋安王諮議参軍となった。大通初年、蕭綱が北伐の軍事を総覧すると、徐摛は寧蛮府長史を兼ねて軍政に参与し、軍に対する指示命令文書の多くは徐摛の手によってなされた。
中大通3年（531年）、蕭綱が入朝して皇太子となると、7月に徐摛は太子家令に転じ、東宮の記録を管掌した。徐摛が創始した新しいスタイルの詩は、蕭綱および東宮の人々がことごとくこれに倣ったため、彼らの詩は「宮体」と称された。蕭綱の父である武帝は、当初「宮体」の文学の流行を聞いて怒り、徐摛に叱責を加えようとした。ところが徐摛は応答がみごとな上、武帝による五経・歴史・諸子・仏教などの学問に関する質問にもよどみなく答えた。これに驚嘆した武帝は、逆に徐摛を日増しに寵愛するようになった。領軍の朱异は、徐摛が蕭綱・武帝に寵愛されているのを見て、自らの地位が脅かされることを恐れた。朱异は武帝に告げ口し、徐摛が老齢であり山水を好むことを口実に外地に出すことを勧めたため、同年のうちに新安郡太守として転出させられた。郡では礼教にのっとった統治を行い、農業や養蚕を奨励した。任期を満了すると、建康に召還されて太子中庶子となり、戎昭将軍の号を加えられた。後に太子左衛率となった。
太清3年（549年）、侯景が台城を攻め落としたとき、皇太子蕭綱は永福省におり、そこにも反乱軍が侵入してきた。蕭綱の侍衛たちはすでに逃げ散っていたが、徐摛が毅然と侍立して動かなかったため、侯景もかれをはばかって危害を加えなかった。蕭綱（簡文帝）が即位すると、徐摛は左衛将軍に任じられたが、固辞して受けなかった。大宝2年（551年）、簡文帝が幽閉されると、徐摛は皇帝との面会を禁止された。ほどなく呼吸器系の病のために死去した。享年は78。侍中・太子詹事の位を追贈された。諡は貞子といった。

## 子女
- 徐陵
- 徐孝克

## 伝記資料
- 『梁書』巻30 列伝第24
- 『陳書』巻26 列伝第20
- 『南史』巻62 列伝第52